# Dado (architettura)

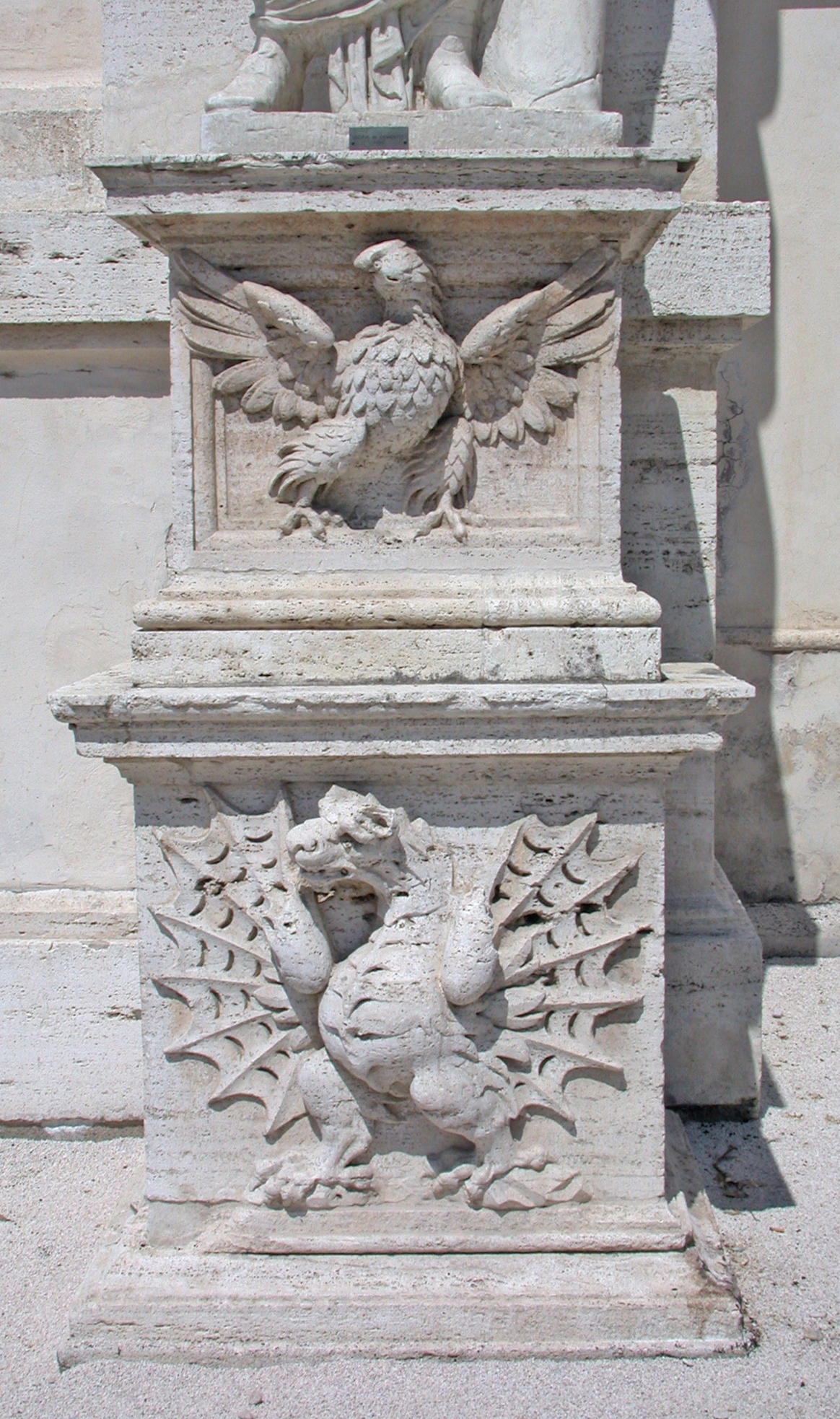
Un piedistallo con due dadi, entrambi decorati con un animale araldico e ciascuno dotato di proprio coronamento e zoccolo (Galleria Borghese, Roma)

Il dado in architettura è un elemento dei piedistalli.
In particolare, nella divisione canonica dei sotto-elementi classici, è il blocco di pietra che forma la parte centrale e piana, tra la cimasa (o coronamento) e lo zoccolo. Spesso è di forma cubica o a parallelepipedo, ma può anche assottigliarsi di molto per esempio quando è alla base di una colonna.
Talvolta in scultura è sinonimo del piedistallo stesso.